# Westport (Mayo)
Westport (en gaèlic irlandès Cathair na Mart o "fort de pedra dels bous", anglitzat Cahernamart) és una vila d'Irlanda, al comtat de Mayo, a la província de Connacht. Es troba a la cantonada oriental de la badia de Clew, una entrada de l'oceà Atlàntic, a la costa oest d'Irlanda.

## Història
Westport té el seu origen en un castell del segle xvi anomenat Cathair na Mart (Fortificació dels bous o la ciutat de les fires) i el seu assentament adjacent, que pertanyia als poderós clan local dels Ó Máille que controlaven l'àresa de la badia de Clew, aleshores coneguda com a Umaill.
La vila original de Cathair na Mart es trobava al voltant de l'actual possessió de Westport House. Tenia un carrer gran, es trobava a la vora del riu i la seva població era de 700 habitants. Cap al 1780 fou traslladada a la ubicació actual per la família Browne de Westport House, que li va canviar el nom a Westport.
Westport ha estat designada com a ciutat patrimoni i, cosa inusual a Irlanda, és una de les poques ciutats planificades del país. El disseny de la ciutat és atribuït a l'arquitecte anglès James Wyatt, qui també va completar Westport House, cassa pairal del Marquès de Sligo. Westport House fou construïda originàriament per l'arquitecte alemany Richard Cassels pel 1730, al lloc del castell dels Ó Máille. Les masmorres encara hi són. Des de finals del segle xx, Westport s'ha expandit amb els barris Springfield, the Carrowbeg Estate, Horkans Hill, Cedar Park, Fairways, Knockranny Village i Sharkey Hill.

## Agermanaments
- Plougastel-Daoulas (Plougastell-Daoulaz)
- Limavady